# Face aux feux du soleil
Face aux feux du soleil (titre original : The Naked Sun) est un roman de science-fiction d'Isaac Asimov, paru en 1957. Il fait partie du cycle des robots, faisant suite au roman Les Cavernes d'acier.

## Titre
Le titre original en langue anglaise est The Naked Sun, qui se traduit littéralement par « le soleil nu ».
Il n'y a pas de majuscule en français au mot « soleil » puisqu'il s'agit du soleil de Solaria, au sens d'« étoile centrale d'un système planétaire ».

## Résumé
Elijah Baley, enquêteur terrien (dont la première enquête est narrée dans Les Cavernes d'acier) est chargé d'une enquête difficile. Il est envoyé sur Solaria pour élucider un assassinat. Or, sur cette planète, les contacts entre habitants sont quasiment impossibles et un robot semble impliqué, chose surprenante puisque les trois lois de la robotique interdisent aux robots de faire du mal aux êtres humains, par action ou inaction.
Aidé de son partenaire robot humanoïde, R. Daneel Olivaw, il devra résoudre ce mystère mais également lutter contre sa phobie des grands espaces, lui qui a vécu toute sa vie à dans l'environnement clos des « Cavernes d'acier ».

## Les caractéristiques de Solaria
Si dans Les Cavernes d'acier l'action se déroulait sur Terre, dans la suite que constitue Face aux feux du Soleil, les aventures d'Elijah Baley se déroulent sur la planète Solaria. 
Solaria est la dernière colonie spacienne à avoir été créée, et compte vingt mille habitants, appelés solariens. Les solariens sont très peu nombreux en comparaison de la population terrestre et sont répartis sur toute la surface de la planète, de telle sorte que la densité de population est très faible. Les solariens vivent seuls ou en couples et contrôlent d'immenses domaines. Dans l'entretien de ces domaines, les solariens sont assistés par une multitude de robots (il y a en moyenne dix mille robots pour chaque solarien) et excellent dans leur conception et leur construction. L'éloignement conséquent qui existe entre les solariens est ancré dans leur nature, et ceux-ci ne supportent pas les rencontres physiques, préférant passer par un système de communication holographique.
Les caractéristiques de Solaria l'opposent à la Terre : Solaria est un monde de grands espaces avec peu de contacts physiques et une présence de nombreux robots ; là où sur Terre les habitants sont regroupés dans des villes souterraines (les Cavernes d'acier) et ont en horreur les robots tout autant que les grands espaces. Ces oppositions se cristallisent en particulier au travers du personnage d'Elijah Baley, qui est confronté à la fois à ses propres limites et à la fois à celles des solariens.